# Tamar Eshel
Tamar Eshel (hebräisch תמר אשל; geboren als Tamar Finkelstein am 24. Juli 1920 in London; gestorben am 24. Juli 2022 in Jerusalem) war eine israelische Politikerin.

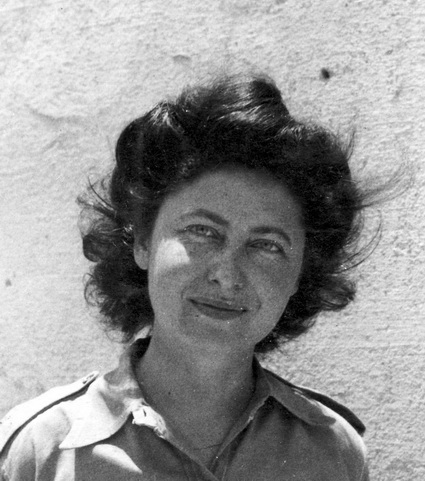
Soldatin (1944)

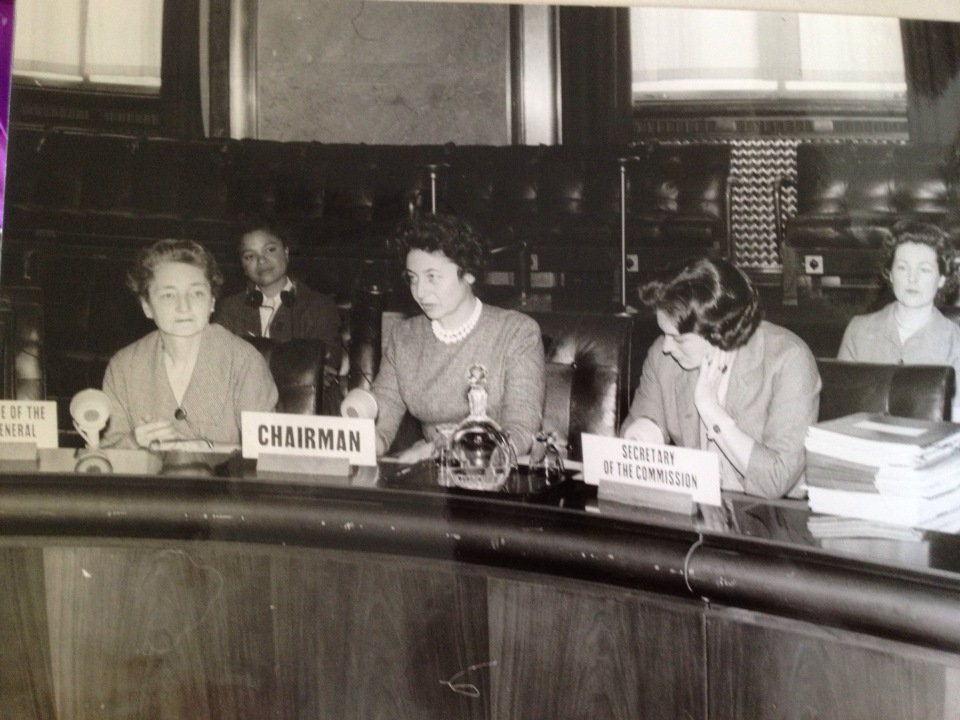
Vorsitzende, Genf (1961)

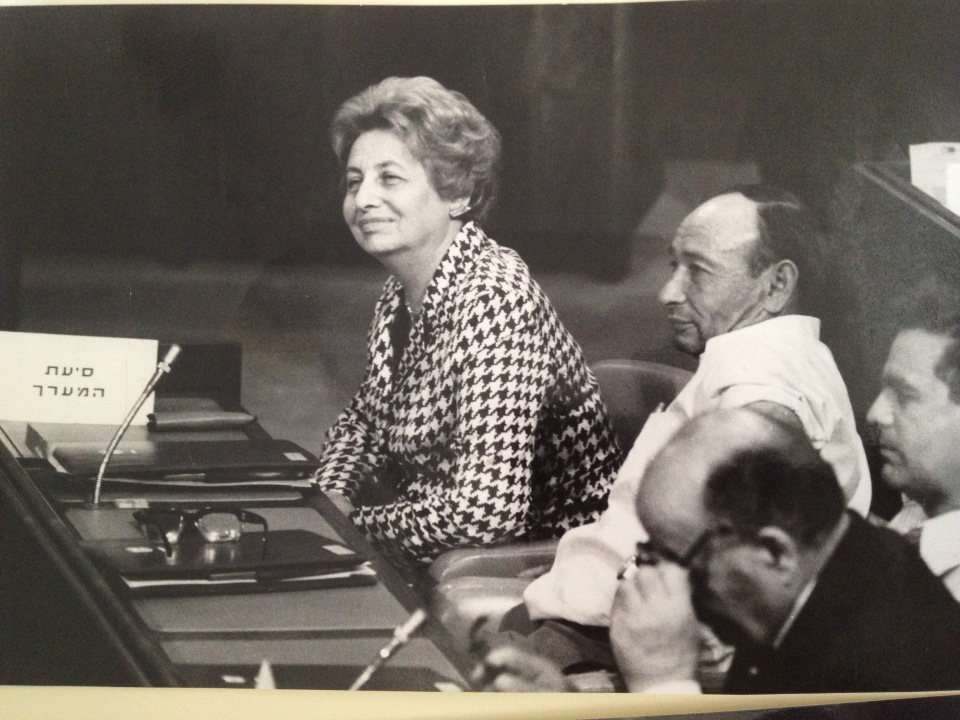
Abgeordnete (1977)

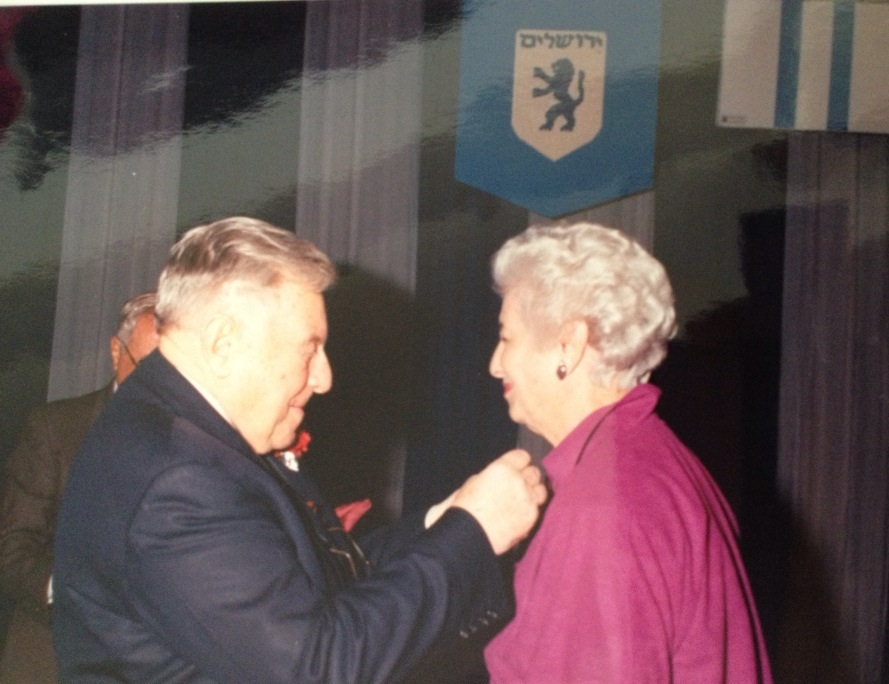
Ehrenbürgerin, ausgezeichnet von Teddy Kollek (1990)

## Leben
Tamar Finkelsteins Vater war russischer Zionist und hatte Jura in St. Petersburg studiert, im Ersten Weltkrieg ging er für die Zionistische Weltorganisation nach London. Er änderte seinen Namen später in Ze’ev Shoham. Ihre Mutter Zilla Feinberg stammte aus einer Landwirtsfamilie in Palästina, sie war eine Schwester von Avshalom Feinberg. Die Eltern hielten sich 1920 in einer Verhandlungsdelegation der Jewish Agency in London auf. 1921 kehrten sie in das Völkerbundsmandat für Palästina zurück. Tamar Finkelstein hatte einen Bruder. Sie besuchte die Hebrew Reali School in Haifa und ging zum Studium an die Universität London. Im Zweiten Weltkrieg diente sie in Großbritannien in der British Army.
Nach Kriegsende arbeitete sie in Europa für die Haganah und organisierte 1948 nach den Pogromen von Oujda und Jerada die Flucht der Juden aus den französischen Kolonien Algerien und Marokko nach Palästina.
Im 1948 gegründeten Staat Israel arbeitete sie in verschiedenen Funktionen für das Israelische Außenministerium. 1955 wurde sie Teil der israelischen Delegation bei den Vereinten Nationen und wurde Mitglied und im Jahr 1961 Vorsitzende der UN-Kommission für Frauenrechte. Sie erhielt 1968 den Titel Botschafterin. 
In den 1970er Jahren war sie für drei Wahlperioden Mitglied des Jerusalemer Stadtrats. Eshel wurde 1974 Vorsitzende der nationalen Frauenvereinigung Na’amat, das Amt gab sie ab, als sie 1977 für die Listenverbindung HaMaʿarach in die Knesseth gewählt wurde. Nachdem sie 1981 wiedergewählt worden war, schied sie 1984 aus der Politik aus. 1990 erhielt sie die Ehrenbürgerschaft von Jerusalem.  
Shoham heiratete 1948 den Ökonomen Lionel Schwartz, die Ehe wurde 1954 geschieden, und 1960 den israelischen Diplomaten Aryeh Eshel (1912–1968). Sie hatte zwei Kinder.